# Угода про оцінку відповідності та прийнятність промислової продукції
Угода про оцінку відповідності та прийнятність промислової продукції (англ. Agreements on Conformity Assessment and Acceptance of Industrial Goods (ACAA)) — майбутня угода, яку планується оформлювати протоколом до Угоди про асоціацію між Україною та ЄС (стаття 57 Угоди про асоціацію). 
Варіант перекладу — Угода про взаємне визнання Україною та ЄС сертифікатів відповідності на промислову продукцію. Угода також має суспільно привабливу назву «промисловий безвіз».
Інтегральною складовою Угоди про асоціацію між Україною та ЄС є положення Угоди про зону вільної торгівлі (Угода про ЗВТ). Згідно з практикою укладання подібних угод, додатком до положень Угоди про ЗВТ є Угода про взаємне визнання сертифікатів відповідності на промислову продукцію (Угода АСАА). Така угода укладається в формі Протоколу щодо оцінки відповідності та прийнятність промислової продукції (АСАА).

## Взаємний доступ товарів України і ЄС до ринків ЄС та України
Статтями 53-58 глави 3 «Технічні бар'єри у торгівлі» Розділу ІV «Торгівля і питання, пов'язані з торгівлею» Угоди про асоціацію між Україною та ЄС визначено зобов’язання України щодо реформування системи технічного регулювання, стандартизації та метрології. Гармонізація вітчизняного законодавства з відповідними актами ЄС дозволить впровадити в різних промислових секторах характеристики продукції або пов’язані з ними процеси та методи виробництва, що застосовуються в ЄС, а також забезпечити належну безпечність нехарчових товарів.
Відповідно до статті 56 Глави 3, Україна має поступово досягнути відповідності з технічними регламентами ЄС та системами стандартизації, метрології, акредитації, робіт з оцінки відповідності та ринкового нагляду ЄС та зобов'язалася дотримуватися принципів та практик, викладених в актуальних рішеннях та регламентах ЄС.
Подолання технічних бар'єрів у торгівлі промисловою продукцією є важливою умовою ефективного функціонування Поглибленої та всеохоплюючої зони вільної торгівлі між Україною та ЄС, а також збільшення українського експорту товарів з високою доданою вартістю не тільки до Європейського Союзу, але і до інших держав.
Адаптація технічних регламентів і впровадження європейських гармонізованих стандартів забезпечить високу якість і безпечність промислових товарів для покупців, підвищить конкурентоспроможність української продукції і відкриє експортерам нові ринки збуту, сприятиме інноваційному розвитку промисловості. Національні стандарти, гармонізовані з міжнародними та європейськими, є джерелом інформації про нові продукти, технології та найкращу практику у сфері промисловості. Сучасні вимірювальні технології та прилади сприяють науково-технічному розвитку галузей, забезпечують ефективність технологічних процесів та високу якість продукції.
З цією метою Україною і ЄС ведуться переговори щодо укладення Угоди про оцінку відповідності та прийнятність промислових товарів (Угода АСАА).

## Основні положення ACAA
Згідно зі статтею 57 Угоди про асоціацію між Україною та ЄС, сторони домовились додати Угоду АСАА як Протокол до Угоди про асоціацію, яка охоплює один або кілька секторів, що перелічені у Додатку III до Угоди, після повного узгодження галузевого та горизонтального законодавства України, інституцій та стандартів з галузевим і горизонтальним законодавством, інституціями та стандартами ЄС.
Угода АСАА передбачатиме, що торгівля товарами між сторонами в секторах, що охоплені цією Угодою, проводитиметься на тих самих умовах, які застосовуються в торгівлі товарами між державами-членами ЄС.
Після перевірки з боку сторони ЄС та досягнення домовленості про стан узгодження відповідного технічного законодавства України, стандартів та інфраструктури Угода ACAA додасться як Протокол до Угоди про асоціацію за згодою між сторонами відповідно до процедури внесення поправок до Угоди, яка охоплюватиме такі сектори зі списку в Додатку ІІІ до цієї Угоди, які повинні бути гармонізовані. Передбачається, що дія Угоди ACAA врешті-решт буде поширюватися на всі сектори, перелічені у Додатку III до цієї Угоди, відповідно до вищезгаданої процедури.
З моменту поширення дії Угоди АСАА на перелічені сектори сторони за взаємною згодою та відповідно до процедури внесення змін до цієї Угоди зобов'язуються розглянути можливість розширення своєї сфери діяльності в інших галузях промисловості.
Укладення Угоди дозволить відкрити доступ промислової продукції на ринки України та країн ЄС на основі взаємного визнання результатів робіт з оцінки відповідності на таку продукцію.
Угода включатиме, зокрема, таке:
- вимоги українських технічних регламентів до продукції є ідентичними вимогам відповідних директив ЄС;
- стандарти, що надають презумпцію відповідності вимогам технічних регламентів, та їхні переліки є ідентичними відповідним європейським гармонізованим стандартам та їх перелікам;
- вимоги до призначених органів є ідентичними вимогам до нотифікованих органів в ЄС;
- українські виробники отримають право нанесення на продукцію європейського знаку відповідності «CE».

Пріоритетними для Угоди АСАА секторами промислової продукції на першому етапі визначено низьковольтне електричне обладнання, електромагнітну сумісність обладнання, безпеку машин.
Для забезпечення відповідності технічним регламентам ЄС Україна має гармонізувати системи ринкового нагляду, стандартизації та органів оцінки відповідності з вимогами законодавства ЄС.

## Інституції співробітництва
Питання двостороннього співробітництва Україна-ЄС у сфері технічного регулювання та стандартизації обговорюється у рамках органів Асоціації:
- Ради Асоціації,
- Комітету Асоціації,
- Комітету Асоціації у торговельному складі,

а також на експертному рівні:
- у рамках Робочої групи з питань технічних бар'єрів у торгівлі і стандартизації Промислового діалогу Україна-ЄС,
- пленарного засідання Промислового діалогу Україна-ЄС,
- Кластера 2 Підкомітету з питань економіки та іншого галузевого співробітництва Комітету асоціації між Україною та ЄС.

Питання координації заходів у галузі технічного регулювання з ЄС та державами «Східного партнерства» обговорюється у рамках Панелі з питань реформування системи технічного регулювання та пов'язаної інфраструктури у рамках Тематичної платформи № 2 «Економічний розвиток та ринкові можливості» ініціативи ЄС «Східне партнерство».

## Попередня оціночна місія ЄС
29 жовтня 2020 року, під час онлайн зустрічі Торгового представника Тараса Качки з представниками Представництва Європейського Союзу в Україні, Генерального директорату Європейської Комісії з питань внутрішнього ринку, промисловості, підприємництва і МСП (DG GROW) досягнуто домовленостей з європейською стороною про початок роботи попередньої оціночної місії ЄС стосовно готовності інфраструктури якості України до укладення Угоди АСАА.
Метою місії є «скласти перелік законодавчих і регуляторних дій, які можуть бути необхідними для повної готовності до переговорів щодо АСАА». Буде підготовлено inception report, який консолідує наявну інформацію та очікувані подальші дії. Далі слідуватиме ретельна оцінка системи технічного регулювання.
За підсумками роботи місій щодо оцінки адаптації українського законодавства та інфраструктури якості будуть підготовлені відповідні рекомендації, які українська сторона має повністю виконати.

## Офіційна оціночна місія
Після звітування Україною про виконання рекомендацій, ЄК має провести офіційну оціночну місію ЄС. У разі позитивного висновку її роботи запускається процедура отримання мандату від держав-членів ЄС на переговори з Україною щодо АСАА. Далі слідуватиме підписання та виконання процедур з набрання чинності.
12 березня 2021 року у віртуальному форматі відбулося засідання Робочої групи з питань технічних бар'єрів у торгівлі у рамках Промислового Діалогу Україна-ЄС. Ключовою метою засідання було обговорення висновків проміжної доповіді експертів місії з попереднього оцінювання української інфраструктури якості та адаптації національного законодавства.

## Стаття 57
Стаття 57 Угоди про асоціацію між Україною та ЄС
Угода про оцінку відповідності та прийнятність промислових товарів
1. Сторони домовились додати Угоду АСАА як протокол до цієї Угоди, яка охоплює один або кілька секторів, що перелічені у Додатку III до цієї Угоди, після повного узгодження галузевого та горизонтального законодавства України, інституцій та стандартів з галузевим і горизонтальним законодавством, інституціями та стандартами ЄС.
2. Угода АСАА передбачатиме, що торгівля товарами між Сторонами в секторах, що охоплені цією Угодою, буде проводитися на тих самих умовах, які застосовуються в торгівлі товарами між країнами-членами ЄС.
3. Після перевірки з боку Сторони ЄС та досягнення домовленості про стан узгодження відповідного технічного законодавства України, стандартів та інфраструктури Угода АСАА повинна бути додана як протокол до цієї Угоди, за згодою між Сторонами відповідно до процедури внесення поправок до Угоди, яка охоплюватиме такі сектора з переліку в Додатку III до цієї Угоди, які повинні бути гармонізовані. Передбачається, що дія Угоди АСАА в кінцевому підсумку буде поширюватися на всі сектори, перелічені у Додатку III до цієї Угоди, відповідно до вищезгаданої процедури.
4. Як тільки перелічені сектори підпадають під дію Угоди АСАА, Сторони зобов'язуються розглянути можливість розширення своєї сфери діяльності в інших галузях промисловості за домовленістю між Сторонами відповідно до процедури внесення поправок до цієї Угоди.
5. До того, як товари будуть охоплені Угодою АСАА, чинне законодавство Сторін повинно застосовуватися з урахуванням положень Угоди ТБТ СОТ.

Додатком III до статті визначений Список законодавства для адаптації із зазначенням термінів для його здійснення. До цього списку входять^
1. Машини
2. Електромагнітна сумісність
3. Прості посудини високого тиску
4. Обладнання, що працює під тиском
5. Пересувне обладнання, що працює під тиском
6. Ліфти
7. Безпека іграшок
8. Електричне обладнання, розраховане на певні граничні значення напруги
9. Вимоги до коефіцієнта корисної дії нових водонагрівних котлів, що працюють на рідкому чи газоподібному паливі
10. Прилади, що працюють на газоподібному паливі
11. Засоби індивідуального захисту
12. Технічні вимоги щодо енергоспоживання електричних побутових холодильників та морозильних камер
13. Неавтоматичні зважувальні прилади
14. Зважувальні прилади
15. Суднове обладнання
16. Медичні пристрої
17. Активні імплантовані медичні пристрої
18. Про in vitro діагностичні медичні пристрої
19. Обладнання та систем захисту, призначених для застосування у вибухонебезпечній атмосфері
20. Радіо- і телекомунікаційне термінальне обладнання та взаємне визнання його відповідності
21. Канатні установки для перевезення людей
22. Прогулянкові судна
23. Будівельні вироби, включаючи їх імплементаційні заходи
24. Пакування та відходи
25. Вибухові речовини цивільного призначення
26. Зазначення маркування та стандартної інформації щодо споживання енергії та інших ресурсів, пов’язаних з енергетичними продуктами
27. Високошвидкісні залізні дороги

## Стан на 2020-і
Оціночна місія ЄС
У травні 2021 завершила роботу перша попередня оціночна місія ЄС, за результатами якої представлено перший офіційний звіт, який є фундаментом для: 
- подальших дій щодо завершення транспозиції нормативних документів ЄС;
- уточнення перекладів та таблиць відповідності, а також для
- подальшого аудиту роботи національної інфраструктури якості.

Експерти місії оцінили рівень транспозиції кожного з 80 нормативних актів ЄС, імплементація яких потрібна для укладання угоди з “промислового безвізу”. Перелік нормативних актів, які підлягали оцінці, було розширено на нормативні акти щодо екологічного маркування та еко-дизайну. Експерти виявили, що
- для 67 документів що законодавчі акти ЄС належним чином транспоновані
- щодо 13 документів робота триває.
- щодо 6 докуентів було надано проєкти відповідних нормативних актів ЄС.

Експерти також визначили блок питань, які необхідно врегулювати на стадії підготовки до укладання угоди, зокрема,
- щодо визнання маркування CE,
- участі в системах RAPEX і ICSMS.

Національну інфраструктуру якості експерти визначили такою, що діє на основі норм і принципів ЄС. 
Наступний етап в узгодженому плані дій з укладання АСАА - оцінка роботи інституцій в сфері технічного регулювання, що має розпочатися в травні 2021.

## Історія

### Початок переговорів
У грудні 2005 року в Брюсселі між Держспоживстандартом та Генеральним директоратом Європейської Комісії «Підприємництво та промисловість» і «Торгівля» було підписано домовленість щодо закріплення основних напрямів співпраці на основі Плану дій щодо вільного просування промислових товарів (далі — План дій АСАА), які необхідно здійснити у рамках підготовки до укладення з ЄС Угоди АСАА. План дій АСАА охоплює:
- адаптацію законодавства, гармонізацію нормативно-правової бази,
- створення (модернізацію) відповідної інфраструктури.

У рамках Плану дій АСАА за участі центральних органів виконавчої влади і підприємницьких структур було визначено й погоджено з європейською стороною чотири пріоритетні сектори української промисловості, у яких буде здійснюватись доступ продукції на ринки Сторін на основі дії Угоди АСАА:
- низьковольтне обладнання,
- машини і механізми,
- прості посудини високого тиску,
- електромагнітна сумісність

З 2005 року Держспоживстандарт здійснює адаптацію рамкового і секторального законодавства, удосконалення інфраструктури якості, гармонізацію національних стандартів з міжнародними та європейськими нормами і правилами. Станом на початок 2010 в Україні прийнято
- 5998 національних стандартів, гармонізованих з міжнародними та європейськими,
- 27 технічних регламентів, розроблених на основі європейських директив, насамперед директив Нового і Глобального підходу, у тому числі три технічні регламенти, що визначені як пріоритетні (безпека простих посудин високого тиску, електромагнітна сумісність, низьковольтне обладнання). Інші два пріоритетні технічні регламенти проходять процедури узгодження (машини і механізми, обладнання, що працює під тиском). До затверджених технічних регламентів Держспоживстандартом прийнято переліки стандартів, які є доказовою базою відповідності продукції вимогам цих технічних регламентів.

Створення всебічної та поглибленої зони вільної торгівлі з масштабним сегментом наближення регуляторного законодавства України до стандартів ЄС сприятиме поступовій інтеграції України до внутрішнього ринку ЄС.
Для досягнення можливості інтегруватися до внутрішнього ринку ЄС Україна має привести свою систему технічного регулювання у відповідність до європейських вимог, оскільки головними перешкодами торгівлі з ЄС є не імпортні тарифи, а технічні бар'єри у торгівлі — вимоги до безпечності та якості продукції, її характеристик, процедури оцінки відповідності.
Позиція ЄС (у викладі Держспоживстандарту України)
У процесі розпочатих переговорів Держспоживстандарт не погоджувався з пропозицією ЄС, яка полягала в односторонньому визнанні українською стороною європейських сертифікатів і відкритті українського ринку для продукції країн ЄС. Ця пропозиція була неприйнятною для української сторони, як така, що порушує принцип симетричного взаємного доступу продукції на ринки Сторін і не відповідає положенням Угоди про технічні бар'єри у торгівлі СОТ (далі — Угода ТБТ СОТ).
Позиція Держспоживстандарту
Європейській стороні було запропоновано підхід, який полягає у тому, що Україна і ЄС будуть керуватись положеннями Угоди АСАА у секторах, в яких Україною здійснено адаптацію і створено відповідну інфраструктуру після перевірки європейськими експертами. Доступ продукції на ринки Сторін, яка не охоплена Угодою АСАА, регулюватиметься Угодою ТБТ СОТ.
Відкритий формат Угоди АСАА передбачає, що після адаптації законодавства, створення відповідної інфраструктури та перевірки відповідності європейським нормам у певних секторах, ці сектори буде внесено до Угоди АСАА без необхідності повторної ратифікації. Вільний доступ продукції на ринки Сторін буде забезпечено на основі взаємного визнання сертифікатів відповідності на цю продукцію.
Передбачається, що протягом 2010—2012 років ЄС надаватиме Україні технічну допомогу для удосконалення системи технічного регулювання. В результаті цього мають бути введені в дію всі директиви Нового і Глобального підходів, які за експертною оцінкою охоплюють понад 50 % обсягів взаємної торгівлі.
Подальші кроки України з адаптації законодавства будуть приводити до включення до Угоди АСАА інших видів продукції, за якими буде відкриватись взаємний доступ продукції на ринки Сторін на основі взаємного визнання сертифікатів відповідності.
Позиція ЄС (у викладі Мін'юсту України)
Європейська сторона запропонувала в частині щодо технічних бар'єрів розділу «Торгівля товарами» проекту Угоди про зону вільної торгівлі підхід щодо визначення еквівалентності товарів відповідно до формату АСАА. Тобто, відповідно до Протоколу про оцінку відповідності та прийнятність промислової продукції між Україною та ЄС (далі — Угода АСАА) відбуватиметься взаємне визнання сертифікатів відповідності на продукцію, що належатимуть до сфер, в яких здійснено адаптацію законодавства України до актів ЄС та створено відповідну інфраструктуру.
Положення Угоди АСАА на момент підписання та вступу в дію Угоди про зону вільної торгівлі міститимуть зобов'язання України щодо адаптації законодавства лише до положень актів acquis communautaire Нового і Глобального підходу. Торгівля продукцією між Сторонами, яка не буде охоплена положеннями Угоди АСАА, здійснюватиметься відповідно до Угоди про технічні бар'єри у торгівлі COT (далі — Угода СОТ ТБТ).
Також формат Угоди АСАА передбачає, що після адаптації законодавства, створення відповідної інфраструктури та перевірки відповідності європейським нормам у інших секторах, ніж ті що будуть зазначені Угоді АСАА, ці сектори будуть внесені до положень Угоди АСАА.

### Стан на 2010
Станом на лютий 2010 в Україні існувало два підходи стосовно доступу української продукції на ринок ЄС: 
- підхід на основі Угоди АСАА (Держспоживстандарт)
- підхід на основі вільного доступу продукції на ринки Сторін після п'ятирічного періоду адаптації (Міністерство юстиції України).

Позиція Держспоживстандарту
На думку Держспоживстандарту існують ризики для України, якщо буде обраний підхід, запропонований Міністерством юстиції України.
1. Ризик невиконання Україною повномасштабної адаптації внаслідок браку необхідних ресурсів. Це призведе до того, що європейські товари будуть вільно надходити на український ринок, а українським товарам доведеться проходити процедуру оцінки відповідності.
2. недостатня якість української продукції її невідповідність європейським вимогам призведе до заборони поставок на ринок ЄС і застосування відповідних штрафних санкцій.

Для об'єднання двох підходів, думку Держспоживстандарту необхідно:
1. прийняти Закон України про національну програму адаптації до норм ЄС. Програма розрахована на 10 років і передбачає повномасштабну адаптацію законодавства, нормативної бази, створення відповідної інфраструктури згідно з європейськими принципами, підготовку економіки України до роботи за європейськими нормами;
2. відобразити в розділі технічні бар'єри у торгівлі Угоди про зону вільної торгівлі підхід на основі Угоди АСАА та посилання на відповідну Національну програму.

Позиція Міністерства юстиції України
Угода про асоціацію має сприяти поступовій інтеграції України до внутрішнього ринку ЄС. Тому її положення мають містити всі необхідні юридичні механізми для побудови внутрішнього ринку, як це передбачається в статях 34 - 36 Договору про функціонування Європейського Союзу. Натомість запропонований ЄС формат розділу «Торгівля товарами» в частині технічних бар'єрів у торгівлі передбачає інший механізм побудови внутрішнього ринку між Україною та ЄС.
Так, по-перше, надання вільного доступу українським товарам на ринок ЄС відбуватиметься паралельно із забезпеченням еквівалентності законодавства, тобто після здійснення адаптації законодавства. На нашу думку такий підхід не є заохочувальним для України, оскільки не покладає на Україну обов'язку забезпечити еквівалентність. Навпаки, ЄС пропонує Україні визнавати еквівалентність лише у тих аспектах і тоді, коли Україна буде готова до визнання еквівалентності. 
План дій щодо вільного просування промислових товарів 2006 року на сьогодні не реалізовано. Виконання Національної програми адаптації до норм ЄС в сфері технічного регулювання, яку запропоновано Держспоживстандартом прийняти для здійснення протягом 10 років повномасштабної адаптації законодавства України до законодавства ЄС, не забезпечить автоматичного спрощення зі сторони ЄС умов доступу української продукції на ринок ЄС.
По-друге, такий формат Угоди АСАА буде стосуватися лише продукції, яка входитиме до секторів, які в ЄС регулюються актами acquis communautaire Нового і Глобального підходу, а саме переважно це стосуватиметься такої продукції: низьковольтне обладнання, машини і механізми, прості посудини високого тиску, електромагнітна сумісність. 
Натомість інші товари, які відносяться до інших сфер економіки, залишатимуться осторонь процедур визнання еквівалентності, зокрема: автомобілі, сільськогосподарські та лісогосподарські трактори, будівельне устаткування та обладнання, текстиль (тканини), продукти харчування, добрива, небезпечні речовини, косметика, тютюн, алкогольні напої, предмети культури, рекреаційні транспортні засоби. 
В деяких сферах, які не будуть внесені до Угоди як такі, що потребують встановлення еквівалентності, вже діятиме на момент вступу Угоди відповідне законодавство, гармонізоване з законодавством ЄС, наприклад це стосується текстильних виробів, сільськогосподарських та лісогосподарських машин, маркування продуктів харчування: 
- в 2009 році прийнятий Технічних регламент щодо назв текстильних волокон і маркування текстильних виробів, затверджений постановою Кабінету Міністрів України від 14.01.2009 № 13, який розроблений з урахуванням вимог Директиви Європейського Парламенту і Ради ЄС 96/74/ЄС від 16 грудня 1996 р. про назви і правила маркування текстильних матеріалів,
- на виконання Загальнодержавної програми адаптації законодавства України до законодавства Європейського Союзу розроблено:
  - проект Технічного регламенту щодо затвердження типу сільськогосподарських або лісогосподарських тракторів, їх причепів та змінних причіпних машин разом з їх системами, складовими частинами та окремими технічними із урахуванням;
  - проект Технічного регламенту щодо частин та характеристик колісних сільськогосподарських або лісогосподарських тракторі;
  - проект Технічного регламенту щодо маркування харчових продуктів.

Положення тексту Додатку до статті 11 «Врегулювання правил та скасування нетарифних заходів» розділу «Торгівля товарами» в редакції, запропонованій Держспоживстандартом, містять деякі неузгодженості.
Так, зокрема передбачається здійснення гармонізації національного законодавства до acquis communautaire, що визначають вимоги до інституцій та адміністративної інфраструктури, а саме до положень 
- Регламенту (EC) № 764/2008 Європейського Парламенту і Ради від 9 липня 2008 року щодо визначення процедур, пов'язаних із застосуванням певних національних процедур до продукції, правомірно розміщеної на ринку держави-члена, та щодо скасування Рішення № 3052/95/ЕС,
- Регламенту (EC) № 765/2008 Європейського Парламенту і Ради від 9 липня 2008 року, що визначає вимоги до акредитації та ринкового нагляду щодо розміщення продукції на ринку та що скасовує Регламент (EEC) № 339/93,
- Рішення № 768/2008/ЕС Європейського Парламенту і Ради від 9 липня 2008 року про спільні правові рамки розміщення продукції на ринку та про скасування Рішення Ради 93/465/ЕЕС, протягом трьох років.

Водночас, більшість інших сфер щодо торгівлі товарами, для визнання еквівалентності яких необхідно спочатку створити інституційну та адміністративну систему на зразок європейській, мають бути гармонізовані з законодавством ЄС протягом року або двох років.
Департамент з питань адаптації законодавства Міністерства юстиції пропонує:
1. В основу тексту щодо усунення технічних бар'єрів у торгівлі покласти положення статей 34-36 Договору про функціонування Європейського Союзу, аналогічно до угод з Норвегією, Ісландією, Туреччиною, Албанією тощо
2. Передбачити, що Україна у чіткі строки здійснить імплементацію актів acquis communautaire як щодо інституційної системи контролю за обігом товарів (Регламенти 764/2008 й 765/2008 та Рішення 768/2008 від 9 липня 2008 року), так і щодо змістовних вимог до товарів (категорії вимог див у додатку XX).
3. Передбачити, що Україна може нотифікувати ЄС про імплементацію актів acquis communautaire до завершення перехідних періодів
4. Передбачити, що обов'язок імплементувати акти acquis communautaire охоплює всі необхідні заходи із забезпечення дієвого застосування в правовому порядку України норм, еквівалентних нормам актів acquis communautaire.
5. Передбачити, що до того, як Україна нотифікує про належну імплементацію актів acquis communautaire в свій правовий порядок, ЄС та Україна можуть обмежувати рух товарів на підставі положення Угоди, що відповідає статті 36 Договору про функціонування Європейського Союзу, а саме на підставі:
  - суспільної моралі, порядку чи безпеки;
  - захисту здоров'я та життя людей, тварин чи рослин;
  - захисту національних скарбів, що мають мистецьку, історичну чи археологічну вартість;
  - захисту промислової та комерційної власності.

Такі обмеження повинні відповідати Угоді СОТ ТБТ.

### Стан на 2018
Станом на квітень 2018 вживаються заходи щодо поступового досягнення відповідності технічним регламентам Євросоюзу та системам стандартизації, метрології, акредитації, робіт з оцінки відповідності та ринкового нагляду ЄС. Також Україна дотримується принципів та практик, викладених в актуальних рішеннях та регламентах ЄС. Розпорядженням КМУ від 19.08.2015 № 844 схвалено Стратегію розвитку системи технічного регулювання на період до 2020 р., реалізується відповідний план заходів.
Також готується підписання Угоди про оцінку відповідності та прийнятність промислової продукції (далі – АСАА) в пріоритетних секторах промислової продукції. Такими секторами визначені:
- низьковольтне обладнання, (електрична безпека)
- електромагнітна сумісність,
- машини та обладнання, що працює під тиском.

Після підписання Угоди АСАА передбачається її поширення на інші пріоритетні сектори промисловості.
Станом на квітень 2018 Європейською стороною перевірено стан наближення українських законодавчих актів до відповідних актів європейського законодавства з метою підписання Угоди АСАА, надано в цілому позитивну оцінку. Очікується друга фаза офіційного оцінювання окремих складових української інфраструктури якості:
- стандартизація,
- оцінка відповідності,
- акредитація,
- метрологія,
- ринковий нагляд.

Угоди ACAA передбачатимуть, що торгівля товарами між ЄС та Україною у секторах, які охоплюються Угодами ACAA, буде проводитися на тих самих умовах, які застосовуються в торгівлі між країнами-членами ЄС.
Такі угоди укладались Європейським Союзом з країнами, які були кандидатами на членство в ЄС, та країнами Середземномор'я і дали змогу продукції, що охоплювалась цими угодами, вільно просуватись на внутрішньому ринку ЄС без додаткових процедур оцінки відповідності.